# セドリック・ヴィラニ
セドリック・パトリス・ティエリ・ヴィラニ（Cédric Patrice Thierry Villani, フランス語: [se.dʁik pa.tʁis tje.ʁi vi.la.ni]、1973年10月5日 -）は、フランスの数学者、政治家。数学の専門分野は偏微分方程式、数理物理学。ボルツマン方程式とランダウ減衰に関する研究の成果により、2010年にフィールズ賞を授与された。2017年フランス議会総選挙で当選し、国民議会の議員を務めている。 
2008年から2010年までの研究生活について著した本 Théorème vivant （テオレム・ヴィヴァン）が2012年に出版されている。同書は『定理が生まれる』の題で2014年に日本語訳版が刊行され、著者名はセドリック・ヴィラーニとなっている。

## 経歴

### 出生からフィールズ賞受賞まで
1973年コレーズ県ブリーヴ＝ラ＝ガイヤルドの生まれ。1992年から1996年まで高等師範学校で学び、そこで助教授に任命された。パリ第9大学でピエール＝ルイ・リオンに師事し、1998年に博士号を取得後、2000年にリヨン高等師範学校の教授となる。現在はリヨン第1大学の教授を務め、また、2009年からはパリのアンリ・ポアンカレ研究所の理事を担当している。2010年にフィールズ賞を受賞した。

### 政治家への転身
ヴィラニは、2017年フランス議会総選挙に共和国前進(La République En Marche!)所属で立候補し、当選した。
2019年9月4日、パリ市長選への立候補を表明したが、与党からは追放された。

## 受賞
- ジャック・エルブラン賞（フランス科学アカデミー）（2007年）
- ヨーロッパ数学会賞（2008年）
- フェルマー賞（2009年）
- ポアンカレ賞（2009年）
- フィールズ賞（2010年）
- ピウス11世メダル（2014年）

## 著書
- 「定理が生まれる-天才数学者の思索と生活-」池田思朗・松永りえ 訳 早川書房 2014 ISBN 978-4-15-209452-0